# Rasclet de les Galápagos
El rasclet de les Galápagos (Laterallus spilonotus) és una espècie d'ocell de la família dels ràl·lids (Rallidae) endèmic de les illes Galápagos. És un ocell de petites dimensions, uns 15 cm., que pràcticament no vola. El seu plomatge és fosc, generalment negre, amb el cap i el pit d'un color més aviat grisós i taques blanques a la part posterior. Té els ulls de color escarlata, el bec negre i unes ales curtes que quasi no li serveixen. És una au molt vocal amb una àmplia gamma de cants.